# Clarion (Iowa)
Clarion é uma cidade localizada no estado americano de Iowa, no Condado de Wright.

## Demografia
Segundo o censo americano de 2000, a sua população era de 2968 habitantes.
Em 2006, foi estimada uma população de 2815, um decréscimo de 153 (-5.2%).

## Geografia
De acordo com o United States Census Bureau tem uma área de
7,1 km², dos quais 7,1 km² cobertos por terra e 0,0 km² cobertos por água. Clarion localiza-se a aproximadamente 357 m acima do nível do mar.

## Localidades na vizinhança
O diagrama seguinte representa as localidades num raio de 16 km ao redor de Clarion.